# 1,3-Dibrom-5,5-dimethylhydantoin
1,3-Dibrom-5,5-dimethylhydantoin (kurz DBDMH) ist eine heterocyclische organische Verbindung, die in der organischen Synthese als Bromierungsreagenz eingesetzt wird.

## Gewinnung und Darstellung
Die Herstellung von 1,3-Dibrom-5,5-dimethylhydantoin erfolgt durch die Umsetzung von Brom mit 5,5-Dimethylhydantoin in Gegenwart von Natronlauge. Das Edukt 5,5-Dimethylhydantoin kann sehr einfach aus Kaliumcyanat, Ammoniumcarbonat und Aceton kommerziell synthetisiert werden.

## Eigenschaften

### Physikalische Eigenschaften
1,3-Dibrom-5,5-dimethylhydantoin bildet ein weißes Pulver bzw. weiße Kristalle, die bei 197–199 °C unter Zersetzung schmelzen. Die Verbindung kristallisiert in einem rhombischen Kristallgitter.

### Chemische Eigenschaften
1,3-Dibrom-5,5-dimethylhydrandoin ist thermisch instabil. Oberhalb von 150 °C wird eine exotherme Zersetzung mit einer Zersetzungswärme von −103,2 kJ·mol−1 bzw. −361 kJ·kg−1 beobachtet. Die Verbindung ist nicht in allen Lösungsmitteln stabil. So reagiert es mit Dimethylformamid oder Dimethylacetamid stark exotherm mit einer spezifischen Reaktionsenthalpie von −265 kJ·mol−1 bzw. −240 kJ·mol−1. Lösungen in Tetrahydrofuran sind schon bei 20 °C instabil und sollten bei Temperaturen unterhalb von 8 °C eingesetzt werden. In Wasser oder Natronlauge erfolgt eine Hydrolyse zu Dimethylhydantoin und Hypobromiger Säure bzw. Hypobromit.

## Verwendung
1,3-Dibrom-5,5-dimethylhydrandoin wird in der organischen Synthese als Bromierungsreagenz eingesetzt. Eine häufige Anwendung ist die radikalische Bromierung von benzylischen Aromaten und Heterocyclen. Die einfachste Reaktion wäre hier die Umsetzung von Toluol zu Benzylbromid. Der Vorteil dieser Bromierungsvariante liegt darin, auch säureempfindliche Edukte einsetzen zu können. Eine elektrophile Bromierung von Alkenen ergibt Bromhydrine, die weiter zu den entsprechenden Epoxiden umgesetzt werden können. In Gegenwart von Fluorierungsmitteln wie Fluorwasserstoff, Pyridin-Fluorwasserstoff-Komplex (Olah-Reagenz) oder Siliziumtetrafluorid erfolgt eine Addition von Brom und Fluor an eine Doppelbindung. Mit Alkinen werden in Gegenwart von Pyridin-Fluorwasserstoff-Komplex (E)-Bromfluoralkene mit einer hohen Stereoselektivität erhalten.
Der Einsatz der Verbindung kann wegen des niedrigeren Preises und des höheren Bromgehaltes als wirtschaftliche Alternative zum N-Bromsuccinimid gesehen werden.
Es wird als Bromlieferant in Bleich- und Desinfektionsmitteln eingesetzt.